# Alanna Bale
Alanna Bale (* 28. Dezember 1991 in Ottawa, Ontario) ist eine kanadische Schauspielerin und Synchronsprecherin.

## Leben
Bale wurde am 28. Dezember 1991 in Ottawa geboren. Sie ist die Tochter eines Diplomaten und lebte daher in verschiedenen Ländern auf der Welt. Erste schauspielerische Erfahrungen erhielt sie in Polen. Als Kinderdarstellerin wirkte sie 2006 unter dem Namen Allana Bale im Film Thr3e – Gleich bist du tot mit. Zwei Jahre später wirkte sie unter dem Namen Alana Bale im Film The House – Die Schuldigen werden bestraft mit. Von 2011 bis 2014 wirkte sie in insgesamt 52 Episoden in der Fernsehserie The Prime Radicals mit. In den nächsten Jahren folgten Nebenrollen in Filmproduktionen sowie Episodenrollen in Fernsehserien. Von 2016 bis 2018 war sie in der Fernsehserie Good Witch in der Rolle der Courtney zu sehen. 2019 übernahm sie im Film Mutant Outcasts die weibliche Hauptrolle der Anna. Ab 2017 bis einschließlich 2020 stellte sie in 15 Episoden der Fernsehserie Cardinal die Rolle der Kelly Cardinal dar. 2019 wirkte sie in insgesamt neun Episoden der Fernsehserie Killjoys in der Rolle der The Lady mit.

## Filmografie (Auswahl)

### Schauspiel
- 2006: Thr3e – Gleich bist du tot (Thr3e)
- 2008: The House – Die Schuldigen werden bestraft (House)
- 2011–2014: The Prime Radicals (Fernsehserie, 52 Episoden)
- 2014: Re: Possessed Homes (Kurzfilm)
- 2015: Reign (Fernsehserie, Episode 2x13)
- 2015: Warrior (Fernsehfilm)
- 2016: Next Stop (Kurzfilm)
- 2016: Pyotr495 (Kurzfilm)
- 2016–2018: Good Witch (Fernsehserie, 7 Episoden)
- 2017: Boys on Film 16: Possession
- 2017: Schloss aus Glas (The Glass Castle)
- 2017: Stickman (Fernsehfilm)
- 2017: You Killed My Mother (Fernsehfilm)
- 2017: The Machine (Fernsehfilm)
- 2017–2020: Cardinal (Fernsehserie, 15 Episoden)
- 2018: Held (Kurzfilm)
- 2018: In Contempt (Fernsehserie, Episode 1x07)
- 2018: Zombie at 17 (Fernsehfilm)
- 2019: Coroner – Fachgebiet Mord (Coroner, Fernsehserie, Episode 1x02)
- 2019: The Narcissist (Fernsehfilm)
- 2019: Buzzard (Kurzfilm)
- 2019: Killjoys (Fernsehserie, 9 Episoden)
- 2019: Mutant Outcasts (Enhanced)
- 2019: Hudson & Rex (Fernsehserie, Episode 2x09)
- 2020: The Marijuana Conspiracy
- 2020: Nurses (Fernsehserie, Episode 1x08)
- 2020: Transplant (Fernsehserie, Episode 1x09)
- 2020: Canadian Film Fest Presented by Super Channel (Fernsehserie, Episode 1x03)
- 2020: Grand Army (Fernsehserie, Episode 1x09)
- 2021: Lune
- 2021: Kicking Blood
- 2021: Sort Of (Fernsehserie, 2 Episoden)
- 2021: Between Realities Along the Edge of Time (Kurzfilm)
- 2023: The Horror of Dolores Roach (Fernsehserie, Episode 1x01)
- 2023: Little Bird (Fernsehserie, 6 Episoden)
- 2024: Human (Humane)

### Synchronisationen
- 2019: Corn & Peg (Zeichentrickserie, Episode 1x07)